# Zona Ganjah
Zona Ganjah (también conocida como «La ZG») es una agrupación musical argentino-chilena de reggae. Fue iniciada en 2003 como un proyecto independiente. Su creador y líder es José Gahona, vocalista y compositor chileno nacido en Antofagasta. Las letras de sus canciones contienen un sentido espiritual y social con mensajes de conciencia hacia la naturaleza y hacia la esencia del ser. «Ganjah» es un acrónimo formado por Ganja y Jah. La banda tiene discos editados para el mercado comercial; la difusión de su música se realiza a través de los recitales o Internet, en donde publican sus discos para descarga gratuita.

## Trayectoria
En 2005 José Gahona, oriundo de Antofagasta (Chile), lanzó su primer disco Con Rastafari todo concuerda, con marcada influencia del hip hop, género con el que había estado experimentando hasta ese momento. Tiempo después viajó a Mendoza (Argentina), en donde conoce a integrantes de las bandas Viaje a Zion y Nueve Millas. Con ellos ensayó la musicalización de sus canciones y luego comenzaron a presentar juntos recitales en vivo, en una asociación que duró dos años. Al año siguiente grabaron En alabanza y gracia con un estilo más cercano al roots reggae. Hicieron giras por Chile y Argentina, y en agosto de 2007 editaron su tercer disco, SanaZión. Por esta época la música del grupo ya se conocía en muchos países de Sudamérica y Centroamérica. Ese año se generan cambios en la formación del grupo, ya que muchos de los integrantes de la banda en vivo abandonan el proyecto. Por este motivo en 2008 Gahona decide incorporar el sistema sound system para sus presentaciones, con Goyo (bajista) como DJ y se dedicaron exclusivamente a hacer giras y presentaciones en vivo hasta el 2010, viajando a México y a otros países de América.
En 2010 Gahona convocó a los integrantes de su backing band (Malaya y Gaby en teclados, Gon en guitarra, Goyo en el bajo, Di Style en batería, Eze en percusión) para emprender una gira; luego lanzaron su disco Poder, con un estilo que mezcla el hip hop y el roots reggae. A comienzos de 2011 iniciaron la gira Latinoamérica despierta 2011, y a fines de ese año comenzaron la grabación de Despertar, con una calidad sonora superior a los discos anteriores y en el que los músicos comienzan a utilizar la afinación en 432 Hz en vez de 440 Hz, «para estar en armonía con las vibraciones que emite la Tierra».
En febrero de 2012 tocaron su música en el festival Cosquín Rock, al que regresaron en 2013, y en agosto en el Estadio Cubierto Malvinas Argentinas de Buenos Aires, presentando su nuevo disco Despertar.
En marzo de 2013 realizaron un concierto en el Auditorio Ángel Bustelo de Mendoza y el mes siguiente iniciaron una gira por Centroamérica. En mayo brindaron un concierto en Centro de Convenciones de Barranco, en Lima, Perú; regresaron a la Argentina para presentarse en el estadio Luna Park, con un concierto en el que interpretaron cuarenta y una canciones y que duró casi tres horas. De esa presentación hicieron el video oficial Somos R que publicaron en su sitio web.
Continuando con su gira internacional, en junio estuvieron en Panamá, en el Organic Roots Festival realizado en Fígali Convention Center, y en el anfiteatro del CIFCO (Centro Internacional de Ferias y Convenciones) en San Salvador, El Salvador; regresaron a la Argentina para presentarse en Córdoba, Tucumán, Jujuy y Salta; en agosto dieron conciertos en Buenos Aires y Uruguay y en octubre viajaron a Costa Rica, donde dieron tres conciertos; encabezaron junto a Dread Mar-I una gira por varias ciudades de México y Estados Unidos en el marco del Festival Reggae Latino, finalizando la gira en Medellín, Colombia. Luego continuaron por las provincias del sur de la Argentina: estuvieron en Comodoro Rivadavia, Neuquén y Bariloche. El 3 de noviembre estuvieron presentes en el Vorterix Reggae Fest realizado en el Mandarine Park de Punta Carrasco, Buenos Aires, y días después en el Festival Latinoamericano de Artes y Música (Frontera Festival) en Santiago, Chile. 
En 2014 Zona Ganjah formó parte por tercera vez consecutiva de “Cosquín Rock”, el festival de rock más importante de Argentina, y uno de los más importantes del género dentro de la comunidad latina. El 3 de marzo y el 4 de marzo realizó su show en el Microestadio Malvinas Argentinas junto a Alborosie y Kameleba.
El sábado 24 de mayo la banda dio por primera vez un concierto gratis y al aire libre en Capital Federal, participando de la 4.ª edición del Festival Sustentable “PUMM! Por un mundo mejor”, un encuentro con la consigna del reciclaje y el cuidado del medio ambiente al que concurrieron 25 mil jóvenes y que tuvo como objetivo difundir el compromiso con el cuidado del medio ambiente y de la vida saludable a través de la música.
Zona Ganjah ha compartido escenarios con Los Cafres, Cultura Profética, Quique Neira y The Skatalites, entre otros.
2017 fue un año de crecimiento y consolidación: con su gira #ZGTour2017 la banda visitó Chile, Uruguay, México y Colombia, donde participó en los festivales “Jamming” de Bogotá, y “Grita Rock” de Manizales, entre otros. Además, recorrió numerosas ciudades de Argentina donde entre varios shows, cerró la segunda noche del clásico “Provincia Emergente” en el Estadio Único de La Plata, formó parte del “B.A.Rock” en el predio Malvinas Argentinas, y cerró su tour con un concierto a sala llena en el Konex. A fines de ese año presentó «El sol», un sencillo adelanto de su siguiente disco lanzado en 2018.
Con el comienzo del año la banda emprendió la aventura llamada #ZGElSolTour con una nueva vuelta por Buenos Aires, tocando en Auditorio Sur y Oeste, y en Abbey Road de Mar Del Plata, para alistarse en lo que fue su participación en “Rock en Baradero” y “Cosquín Rock” a comienzos de febrero. 
El mes de marzo los tuvo nuevamente en rutas internacionales, con la visita a Perú para ser parte de “Solaris Festival” y en Uruguay, hasta la llegada de una nueva gira por México. 
Zona Ganjah regresó a México durante el mes de abril para realizar siete presentaciones, formando parte del Festival Pa'l Norte y visitando por primera vez la ciudad de Ensenada. El regreso de este nuevo tour fue aterrizar luego de cinco años otra vez en Costa Rica, con un show con entradas agotadas que dio fin al tramo internacional el 1 de mayo.
Al regresar a Argentina el grupo siguió tocando en vivo con shows en Vorterix Rosario y XL de Córdoba, el cierre tuvo una sala colmada con el resplandor de #ZGElSolTour.

## Ideología
José Gahona adhiere al movimiento espiritual rastafari y lo promueve a través de sus canciones, con mensajes positivos que aluden a la apertura de las conciencias hacia la esencia del hombre y su relación con la Tierra y Dios. Los integrantes de la banda no consumen carne ni alcohol, por lo cual prefieren no tocar en bares donde se fomenta el consumo de bebidas alcohólicas. Consideran a la marihuana como una hierba que brinda la naturaleza y su consumo como una manera de conectarse con Jah rastafari. José Gahona también cree fuertemente en la paz sobre todas las cosas y la bendición que es despertar cada día.
Dice Gahona a sus seguidores: 

No usen la marihuana para colocarse, fumen para que se le expanda la mente. (...) Conéctense con la tierra, con la naturaleza que eso es lo mejor que les puede pasar.

## Integrantes
- José Miguel Gahona Hoffman (voz)
- Malaya (teclado y coros)
- Rulo (bajo)
- Mono (batería)
- Gon (guitarra y coros)
- Eze Tuma (percusión)
- Piter (teclados, guitarra y coros)
- Manick (Marcelo Forte) violinista 2012

## Discografía
- 2004 Con ayuda del error
- 2005 Con Rastafari todo concuerda
- 2006 En alabanza y gracia
- 2007 SanaZion
- 2010 Poder
- 2012 Despertar
- 2015 Zona Ganjah En Vivo (CD / DVD)
- 2015 Más allá de la zona
- 2019 La búsqueda
- 2020/21 Acústico Vol 1 (EP)
- 2021 Sesiones CC Records (En vivo)
- 2022 Cristal 9

## Vídeos oficiales
- Vibra positiva. En vivo, calidad HD. Grabado en el teatro Vorterix (antiguo Teatro Colegiales), Buenos Aires, el 17 de diciembre de 2011.
- Irie y no más guerras. En vivo, calidad HD. Grabado en el teatro Vorterix, Buenos Aires, el 17 de diciembre de 2011.
- Somos R. En vivo, calidad HD. Grabado en el Luna Park, Buenos Aires, el 9 de mayo de 2013.
- Todo cambia CD Más allá de la Zona 2015. Realizado 30 de marzo de 2016.
- Algún día aprenderé. Disco La búsqueda 2019. Estreno: viernes 13 de septiembre de 2019.
- Algo mejor. La búsqueda.